# Microhexura idahoana
Microhexura idahoana is een spinnensoort in de taxonomische indeling van de Dipluridae.
Het dier behoort tot het geslacht Microhexura. De wetenschappelijke naam van de soort werd voor het eerst geldig gepubliceerd in 1945 door Ralph Vary Chamberlin & Ivie.